# New Deal (glazbeni sastav)
New Deal je hrvatski glazbeni sastav. Dolazi iz Zagreba. Sviraju jazz. Širina sastava varira od trija (Bertić, Borovec, Bilušić) do kvinteta.

## Povijest
Osnovani su koncem 2016. godine kao BBS Jazz Trio, s članovima: Marko Bertić - gitara, Saša Borovec-  kontrabas i Salih Sadiković -  bubnjevi. BBS je prema prvim slovima prezimena članova. Spoj su triju generacija hrvatskih jazz glazbenika. Izvodili su djela repertoara svjetske baštine jazz glazbe, djela hrvatskih autora te vlastite skladbe. Stilski su usmjereni ka modernom izričaju uz uvažavanje stilova tradicijskog jazza. Kada se triju Jasna Bilušić, poznata hrvatska jazz pjevačica, zajedno čine New Deal.
Danas nastupaju kao New Deal ili Jasna Bilušić & New Deal.
Nastupali su na Jazz Gardenu, Culture Shock Festival u u Križevcima, Split Open Jazz Fairu i dr.

## Članovi
Članovi su: Marko Bertić - gitara, Saša Nestorović - saksofon, Saša Borovec - kontrabas, Salih Sadiković - bubanj i Jasna Bilušić - vokal.

## Vanjske poveznice
- BBS Jazz Trio Facebook